# IKEA Wien Westbahnhof

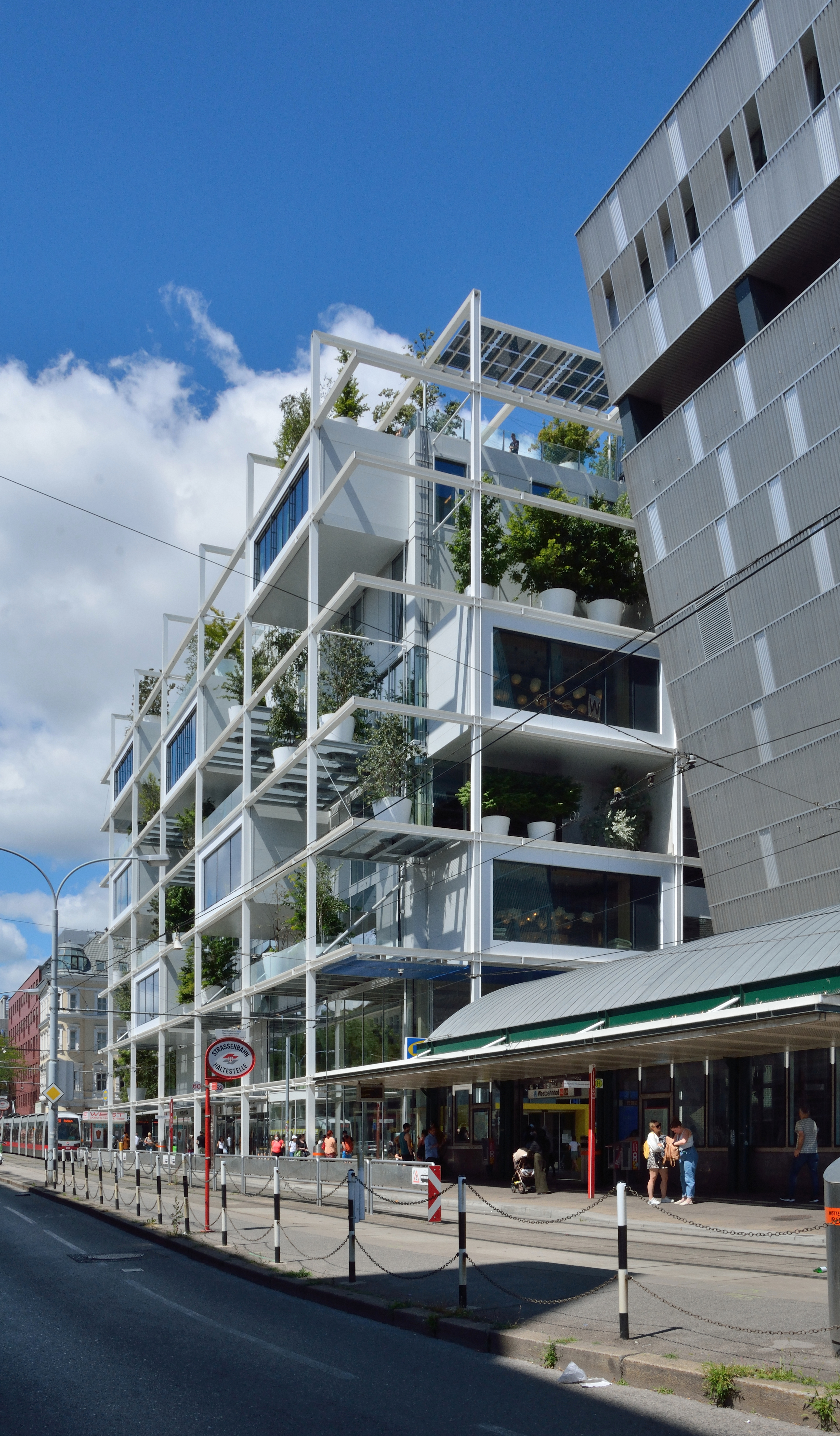
Straßenansicht des IKEA

IKEA Wien Westbahnhof ist ein Möbelhaus des schwedischen Möbelkonzerns IKEA im 15. Gemeindebezirk in Wien. Es ist Teil des Einkaufszentrums Bahnhofcity Wien West und befindet sich an der Mariahilfer Straße nahe des Westbahnhofes. Es ist das erste und derzeit landesweit einzige City-IKEA Einrichtungshaus in Österreich.

## Baugeschichte und Eröffnung

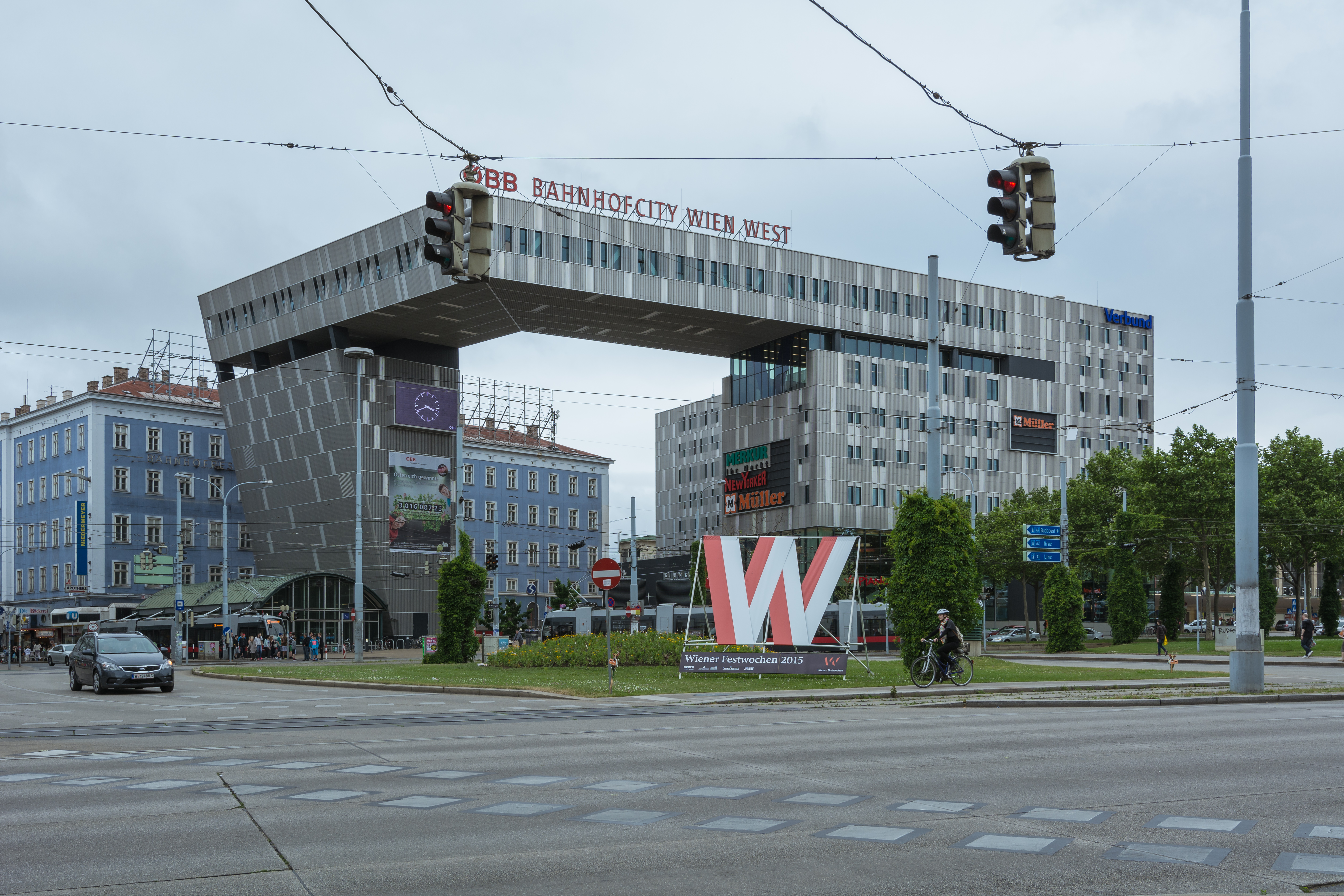
Im Hintergrund das „Blaues Haus“ genannte Gebäude, das für den Neubau abgerissen wurde

Am späteren Baugrund wurde 2019 ein Gründerzeitgebäude, dessen Fassadenverzierungen allerdings in den 1950er Jahren teilweise abgeschlagen wurden, abgerissen. Gebaut wurde ab Jänner 2020 vom Büro Querkraft Architekten, eröffnet am 26. August 2021. Die Eröffnung wurde von einer Demonstration begleitet, bei der der Holzraubbau von IKEA insbesondere in Rumänien kritisiert wurde.

## Unterschiede zu den anderen Filialen
Der Bau der innerstädtischen Filiale wurde von vornherein auf ein anderes Kundenkonzept ausgelegt. Auf den Bau eines Parkhauses wurde bewusst verzichtet, was die Filiale vom City-IKEA in Hamburg unterscheidet. Um den Flächenverbrauch zu minimieren, wurde in die Höhe anstatt in die Breite gebaut.
Kunden kommen in erster Linie mit dem Stadtverkehr der Wiener Linien sowie der Bundesbahnen zum Möbelhaus. Zudem gibt es einen Fahrradparkplatz. Beim Warenangebot handelt sich weitestgehend um leicht transportierbare Produkte. Kunden können für den Transport ein Lastenrad kostenfrei mieten. Bezahlt werden kann ausschließlich an automatischen Kassen, an denen die Kunden die Produkte selber einscannen müssen.
Das Gebäude ist in Skelettbauweise mit Stahlbeton errichtet. Die Fassade erinnert an überdimensionierte Regale, die mit großen weißen Töpfen bestückt sind, aus denen Bäume wachsen. Insgesamt befinden sich 90 solcher mit Feuchtigkeitssensoren und automatischer Bewässerung ausgestadteten Töpfe auf der Fassade und 70 auf der Dachterrasse.

## Nutzung abseits von IKEA
Neben dem IKEA befinden sich in dem Gebäude vier kleinere Geschäfte, die bereits zuvor im abgerissenen „Blauen Haus“ angesiedelt waren. In den beiden obersten Etagen befindet sich ein Hostel der Kette Jo&Joe. Die Dachterrasse ist ohne Konsumationspflicht öffentlich zugänglich. 800 m² der Dachfläche sind mit Photovoltaikanlagen bedeckt, die eine Gesamtleistung von 88 kWp haben.

## Anerkennungen
- Österreichischer Bauherrenpreis 2022
- FIABCI World Prix d'Excellence Award 2023 in der Kategorie Retail[8][9]
- Staatspreis Architektur 2023 Kategorie Produktion/Handel[10]
- World Retail Congress 2024 in Paris: Platz zehn der „weltweit coolsten Stores“[11][12]